# Загони (Братунац)
Загони су насељено мјесто у општини Братунац, Република Српска, БиХ. Према попису становништва из 2013. у насељу је живјело 306 становника.

## Географија
Обухвата подручје од 433 хектара.

## Историја
У Загоне су 5. јула 1992. упали припадници муслиманских снага из Сребренице и убили 14 становника српске националности.

## Становништво
Број становника послије рата се значајно смањио, и тренд смањења је и даље заступљен. Становништво у Загонима је углавном српске националности.
| Националност       | 1991. | 1981. | 1971. | 1961. |
| Срби               | 483   | 440   | 343   |       |
| Муслимани          | 103   | 41    | 12    |       |
| Југословени        | 1     | 6     |       |       |
| Црногорци          |       | 1     |       |       |
| остали и непознато | 1     |       |       |       |
| Укупно             | 588   | 488   | 355   | '     |

| Демографија | Демографија | Демографија |
| Година      | Становника  | Становника  |
| ----------- | ----------- | ----------- |
| 1961.       | 293         |             |
| 1971.       | 355         |             |
| 1981.       | 488         |             |
| 1991.       | 585         |             |
| 2013.       | 306         |             |

### Презимена
- Гвозденовић[3]